# Gérard Mauduy
Pas d'image ? Cliquez ici

a Compétitions nationales et continentales officielles uniquement.

b Matchs officiels uniquement.
Dernière mise à jour le février 2017.
Gérard Mauduy, né le 10 décembre 1937 à Périgueux et mort le 10 mars 2022, à Limoges, est un joueur de rugby à XV, qui a joué avec l'équipe de France de 1957 à 1961 et le CA Périgueux, évoluant au poste de trois-quarts aile gauche (1,78 m pour 81 kg). 

## Carrière

### En club
- CA Périgueux
- Stade foyen (1962)

### En équipe de France
Il a disputé son premier test match le 21 avril 1957, contre l'équipe d'Italie, et son dernier test match fut contre cette même équipe, le 2 avril 1961.

## Palmarès

### En équipe de France
- 7 sélections (+1 non officielle)
- 2 essais (6 points)
- Sélections par année : 3 en 1957, 2 en 1958 et 2 en 1961
- Tournoi des Cinq Nations disputé : 1958, 1961 (vainqueur)